# TraceTrace
『TraceTrace』（トレーストレース）は、King & Princeの10枚目のシングル。2022年9月14日にユニバーサルミュージックから発売された。

## 概要
表題曲の「TraceTrace」は、メンバーの永瀬廉が主演を務めるドラマ『新・信長公記〜クラスメイトは戦国武将〜』の主題歌。2022年7月11日にドラマの制作発表会見が行われ、その場で永瀬からドラマのタイアップ曲になることと、シングルとしての発売日が発表された。この楽曲では永瀬廉が初のセンターを務めており、衣装も「現在（いま）を精一杯生きよう」というこの楽曲のコンセプトと同じく、「今1番着たい服を自分たちで考えて着よう」を実現させたものになっている。楽曲は近未来を想像させるテクノサウンド調のミディアムポップな曲調で、サビも含めてユニゾンでの歌唱が一切無い。
ダンスは「アンドロイドと人間」をテーマにノルウェーの振付師であるQuick Styleが振付を手掛けたもので、まるでスイッチを入れたかのようにメンバーが無機質なダンスを踊り出すところから始まり、途中で命が吹き込まれて生命力みなぎるダンスに変化し、間奏で息の揃ったアンドロイドダンスを披露している。“クローン高校生”というドラマの世界観を踏襲し、ダンスを中心に構成されたMVは公式YouTubeで8月11日に公開され、1週間足らずで再生回数350万回超えを記録した。また、よりメンバーの表情と映像美にこだわったLip Sync ver.も急遽製作され、初回限定盤Bの付属DVDに追加収録された。9月10日からは公式Twitterが「09142200」や「4594-334594-33」（ポケベル暗号：とれーすとれーす）という謎の番号や一見真っ黒な画像（携帯画面の明るさを調整すると「Dance Practice」という文字が薄っすら見える）などを連日投稿。発売当日である9月14日の午前10時に生配信の告知をし、午後10時30分から「TraceTrace - Dance Practice -」が公式YouTubeチャンネルで生配信され、その後インスタライブも行った。ダンスプラクティス動画はアーカイブが配信され、2日後の9月16日には100万再生を突破した。
通常盤カップリング曲の「秋空」は、2018年8月10日に横浜アリーナで開催された『King & Prince First Concert Tour』で「Memorial」のカップリング投票候補曲として初披露された未音源化曲。

## リリース
初回限定盤A、Bと通常盤の全3形態で発売され、初回限定盤のみそれぞれDVDが付属する。
先着外付け特典
- 初回限定盤A - ステッカーシート（A6サイズ）
- 初回限定盤B - クリアポスター（A4サイズ）
- 通常盤（初回プレス） - ケーブルホルダー

初回封入特典
視聴期間：2022年9月13日12:00 - 9月27日18:00
- 初回限定盤A - 期間限定動画「TraceTrace」Jacket Making 視聴シリアルナンバー
- 初回限定盤B - 期間限定動画「Trace レース GP」タライレースリベンジ 視聴シリアルナンバー
- 通常盤（初回プレス） - 期間限定動画 真夏のスイカ割り大会 視聴シリアルナンバー

ツアー会場限定特典
『King & Prince ARENA TOUR 2022 〜Made in〜』静岡・北海道・大阪でのライブ開催中にUNIVERSAL MUSIC STOREでCD予約受付、または横浜ライブ開催中に会場で初回限定盤A、初回限定盤B、通常盤（初回プレス）いずれか1枚購入するともらえる。
- チケットホルダー（1種）

## 収録曲

### CD

#### 初回限定盤A
1. TraceTrace [3:37]
作詞・作曲：伊根、編曲：Souma Genda
  - 永瀬廉主演 読売テレビ・日本テレビ系日曜ドラマ『新・信長公記〜クラスメイトは戦国武将〜』主題歌
2. エスコート [4:17]
作詞：杉山勝彦、作曲：杉山勝彦・ulala、編曲：ulala
友達以上恋人未満の相手への愛の誓いを歌った楽曲[7]。

#### 初回限定盤B
1. TraceTrace
2. My Treasures [3:39]
作詞：しょーりん、作曲：加部輝、編曲：ウルトラ寿司ふぁいやー

#### 通常盤
1. TraceTrace
2. Super Positive!! [3:56]
作詞：miwaflower、作曲：miwaflower・Tomoki Ishizuka、編曲：Tomoki Ishizuka
未来への希望を歌った青春ソング[7]。
3. 秋空 [4:51]
作詞：Takuya Harada、作曲：Takuya Harada・Susumu Kawaguchi、編曲：Kaoru Inoue
4. Nothing compares [3:22]
作詞：AKIRA・JUN、作曲：AKIRA・久保田真悟（Jazzin'park）、編曲：久保田真悟（Jazzin'park）、ブラスアレンジ：村田陽一
全編英語詞[7]。ミディアムテンポのラブバラード[7]。

### DVD

#### 初回限定盤A
- 「TraceTrace」Music Video
- 「TraceTrace」Music Video -Dance ver.-
- 「TraceTrace」Behind the scenes

#### 初回限定盤B
- 「TraceTrace」Music Video -Lip Sync ver.-[13]
- 「Trace レース GP」[20]

## チャート成績
初週で50.1万枚を記録し、2022年9月26日付のオリコン週間シングルランキングで初登場1位を獲得。デビューシングル『シンデレラガール』から10作連続での首位獲得となった。また、デビューシングルから10作連続で初週売上が30万枚を突破したことで、KinKi Kidsに次ぐ歴代2位の記録となった。
Billboard JAPANでは初週513,056枚を記録し、2022年9月21日付のTop Singles Salesで1位を獲得した。同日付の「JAPAN HOT 100」でもそれまで通算4回の総合首位を獲得したAdoの「新時代 (ウタ from ONE PIECE FILM RED)」を抑え、初登場で総合首位を獲得した。